# Voetbalkampioenschap van Saale-Elster 1925/26
In 1925/26 werd het negende voetbalkampioenschap van Saale-Elster gespeeld, dat georganiseerd werd door de Midden-Duitse voetbalbond. TuRV 1861 Weißenfels werd kampioen en plaatste zich voor de Midden-Duitse eindronde. De club verloor meteen van Hallescher FC Sportfreunde. 
Dit jaar was er ook een aparte eindronde voor de vicekampioen, waarvan de winnaar nog kans maakte op de nationale eindronde. Schwarz-Gelb versloeg SV 1898 Halle, had dan een bye voor de volgende ronde en verloor in de kwartfinale van BV Olympia-Germania Leipzig.

## Gauliga
| Plaats | Club                            | Wed. | W  | G | V  | Saldo | Ptn.  |
| ------ | ------------------------------- | ---- | -- | - | -- | ----- | ----- |
| 1.     | TuRV 1861 Weißenfels            | 16   | 12 | 2 | 2  | 42:14 | 26:6  |
| 2.     | Weißenfelser FV Schwarz-Gelb 03 | 16   | 12 | 1 | 3  | 72:32 | 25:7  |
| 3.     | SpVgg 1919 Teuchern             | 16   | 8  | 2 | 6  | 54:40 | 18:14 |
| 4.     | SC 1903 Weißenfels              | 16   | 7  | 4 | 5  | 36:38 | 18:14 |
| 5.     | SpVgg 1910 Zeitz                | 16   | 4  | 6 | 6  | 41:44 | 14:18 |
| 6.     | Zeitzer BC 1903                 | 16   | 5  | 3 | 8  | 36:43 | 13:19 |
| 7.     | Naumburger SpVgg 05             | 16   | 5  | 2 | 9  | 37:35 | 12:20 |
| 8.     | BC 1920 Naumburg                | 16   | 5  | 0 | 11 | 41:65 | 10:22 |
| 9.     | SV Blau-Gelb Weißenfels         | 16   | 2  | 4 | 10 | 26:74 | 8:24  |

|  | Kampioen, geplaatst voor Midden-Duitse eindronde           |
|  | Geplaatst voor Midden-Duitse eindronde voor vicekampioenen |